# Фашо
Фашо (fascio с итал. — «пучок») — термин, который использовался в конце XIX века для обозначения политических групп различной ориентации. В начале XX века этим термином стали обозначать националистические движения, позже названные фашизмом.

## История
В XIX веке фасция символизировала силу через единство. В более широком смысле термин «фашо» использовался для обозначения итальянской политической группы или объединения. Слово было впервые использовано в этом смысле в 1870 году в отношении революционных демократов на Сицилии; после этого оно сохранило революционный подтекст. Именно эти коннотации сделали его привлекательным для молодых националистов, которые требовали итальянского участия в Первой мировой войне. Они были разбросаны по всей Италии, их группы были созданы стихийно и лишены партийной принадлежности. 18 августа 1914 года Альцест де Амбрис выступил с трибуны Миланского синдикального союза (УСМ) против нейтралитета Италии и призвал к войне против «немецкой реакции», а также помочь Франции и Великобритании.
Это вызвало глубокий раскол внутри Итальянского синдикального союза. Большинство предпочли нейтралитет. Пармская палата труда, УСМ, и другие радикальные левые синдикалисты УЗИ основали 1 октября 1914 Fasci d’Azione rivoluzionaria internazionalista (Союз революционных интернационалистов). 5 октября Анджело Оливьеро Оливьетти опубликовал свой манифест в журнале Pagine libere. Муссолини вскоре после этого вступил в эту группу и взял руководство над ней. 11 декабря 1914 Муссолини возглавил политическую группу Fasci d’azione rivoluzionaria, которая была слиянием двух других движений: Fasci d’azione internazionalista rivoluzionaria и Fasci d’azione rivoluzionaria.
Эта новая группа называла себя «фашо Милан», а её лидером был Муссолини. 24 января 1915 в Милане произошла встреча лидеров подобных организаций, после которой была сформирована организация национального уровня.
В 1919 Муссолини восстановил «фашо Милан» используя новое название «Итальянский союз борьбы». Также были созданы другие фашо, которые боролись силовыми методами со своими политическими оппонентами. По словам Х. В. Шнайдера, новая «фашио Милан» была создана примерно теми же самыми людьми, которые были членами старого фашио в 1915 году, но с новым названием и новой целью.
7 ноября 1921 года была основана Национальная фашистская партия.
После Второй мировой войны в Италии термин «фашо» используется как уничижительное для неофашистов.